# Douglas Baggio
Douglas Baggio de Oliveira Costa, noto semplicemente come Douglas Baggio (Jaboatão dos Guararapes, 2 febbraio 1995), è un calciatore brasiliano, attaccante del CRB.

## Biografia
Deve il suo nome al rigore sbagliato da Roberto Baggio nella finale del campionato mondiale di calcio 1994. Suo padre, infatti, decise di chiamare così il figlio proprio dopo il rigore fallito dal fantasista italiano.

## Caratteristiche tecniche
È un esterno d'attacco.

## Carriera
Cresciuto nel settore giovanile dell'Internacional, ha esordito in prima squadra il 10 maggio 2015 in occasione del match di Série A perso 3-0 contro l'Athl. Paranaense.

## Palmarès

### Competizioni statali
- Campionato Mato-Grossense: 1

Luverdense: 2016

### Competizioni regionali
- Copa Verde: 1

Luverdense: 2017